# Список ескортних міноносців ВМС США
Список ескортних міноносців ВМС США — перелік ескортних міноносців, які перебували на озброєнні Військово-морських сил США. Список представлений у хронологічному порядку.

## Ескортні міноносці Другої світової війни
| Тип           | Зображення | Роки побудови | Роки експлуатації | Кількість кораблів типу | Ескортні міноносці типу | Прим.                                                                                  |
| ------------- | ---------- | ------------- | ----------------- | ----------------------- | --- | -------------------------------------------------------------------------------------- |
| «Евартс»      |            | 1942–1944     | 1943–1948         | 65                      | «Евартс», «Вайффелс», «Грісволд», «Стілі», «Карлсон», «Бебас», «Краутер», «Бреннан», «Догерті», «Остин», «Едгар Чейз», «Едвард Делі», «Гілмор», «Барден Гастінгс», «Ле Гарді», «Гарольд Томас», «Вілемен», «Чарлз Грир», «Вітмен», «Вінтл», «Демпсі», «Даффі», «Емері», «Стадтфелд», «Мартин», «Седерсторм», «Флемінг», «Тісдейл», «Ейсел», «Фейр», «Менлов», «Грейнер», «Вайман», «Ловерінг», «Сандерс», «Бракетт», «Рейнолдс», «Мітчелл», «Дональдсон», «Андрес», «Деккер», «Доблер», «Донефф», «Енгстром», «Сейд», «Смартт», «Волтер Браун», «Вільям Міллер», «Кабана», «Діонн», «Кенфілд», «Дид», «Елден», «Клаус», «Лейк», «Лиман», «Кроулі», «Ролл», «Галлоран», «Конноллі», «Фіннеган», «О'Тул», «Джон Пауерс», «Мейсон», «Джон Бермінгем» | Замовлено 105: для ВМС США побудовано 65; 32 — для флотів інших держав; 8 — скасовано  |
| «Баклі»       |            | 1943–1951     | 1943–1973         | 102                     | «Баклі», «Чарлз Лоуренс», «Деніель Гріффін», «Донелл», «Фогг», «Фосс», «Гантнер», «Джордж Інгрем», «Айра Джеффері», «Лі Фокс», «Амесбарі», «Бейтс», «Блессмен», «Джозеф Кемпбелл», «Рубен Джеймс», «Сімс», «Гоппінг», «Ривз», «Фічтелер», «Чейз», «Ланінг», «Лой», «Барбер», «Лавлейс», «Меннінг», «Ноєндорф», «Джеймс Крейг», «Айченбергер», «Томасон», «Джордан», «Ньюмен», «Ліддл», «Кефарт», «Кофер», «Ллойд», «Оттер», «Габбард», «Гейтер», «Вільям Пауел», «Скотт», «Берк», «Енрайт», «Кулбо», «Дербі», «Дуглас Блеквуд», «Френсіс Робінсон», «Солар», «Фаулер», «Шпангенберг», «Аренс», «Барр», «Александер Люк», «Роберт Пейн», «Форемен», «Вайтгерст», «Інгланд», «Віттер», «Бауерс», «Вілмарт», «Гендро», «Фіберлінг», «Вільям Коул», «Пол Бейкер», «Деймон Каммінгз», «Ваммен», «Дженкс», «Дюрік», «Вайзмен», «Вебер», «Шмітт», «Фрамент», «Гармон», «Грінвуд», «Лосер», «Жилетт», «Андерхілл», «Генрі Кеньон», «Булл», «Банч», «Річ», «Спанглер», «Джордж», «Ребі», «Марш», «Кар'єр», «Осмус», «Ерл Джонсон», «Голтон», «Кронін», «Фрайбаргер», «Татум», «Борум», «Мелой», «Гейнс», «Рунелз», «Голліз», «Гансон», «Мейджер», «Віден», «Веріан», «Скроггінс», «Джек Вілкі» | Замовлено 154: для ВМС США побудовано 102; 46 — для флотів інших держав; 6 — скасовано |
| «Кеннон»      |            | 1943–1961     | 1943–1971         | 66                      | «Кеннон», «Леві», «Макконнелл», «Остергауз», «Паркс», «Бейрон», «Акрі», «Еймік», «Кунер», «Елдрідж», «Атертон», «Мартс», «Пеннівілл», «Бут», «Міка», «Барроуз», «Рейболд», «Герцог», «Макенн», «Трампітер», «Кристофер», «Томас», «Боствік», «Брімен», «Картер», «Кларенс Еванс», «Керолл», «Штрауб», «Бенгаст», «Густафсон», «Самуель Майлз», «Вессон», «Ріддл», «Сверер», «Штерн», «О'Ніл», «Бронштейн», «Бейкер», «Коффман», «Айснер», «Гарфілд Томас», «Вінгфілд», «Торнгілл», «Райнгарт», «Роше», «Бенгаст», «Вотермен», «Вівер», «Гілберт», «Леймонс», «Кайн», «Снайдер», «Геммінгер», «Брайт», «Тіллз», «Робертс», «Макклелланд», «Кейтс», «Ганді», «Ерл Олсен», «Слейтер», «Освальд», «Еберт», «Ніл Скотт», «М'юр», «Саттон» | Замовлено 116: 66 побудовано для ВМС США ; 6 — для ВМС Вільної Франції; 44 — скасовано |
| «Едсалл»      |            | 1943–1944     | 1943–1973         | 85                      | «Едсалл», «Джейкоб Джонс», «Гаманн», «Роберт Пірі», «Піллсбері», «Поуп», «Флагерті», «Фредерік Девіс», «Герберт Джонс», «Дуглас Говард», «Фаркгар», «Дж. Р.Блейклі», «Гілл», «Фессенден», «Фіске», «Фрост», «Г'юз», «Інч», «Блейр», «Браф», «Шатлен», «Ньюнзер», «Пул», «Петерсон», «Стюарт», «Стюртевант», «Мур», «Кейт», «Томіч», «Річард Ворд», «Оттерштеттер», «Слоат», «Сноуден», «Стентон», «Свейсі», «Марченд», «Гарст», «Кемп», «Говард Кроу», «Петтіт», «Рікеттс», «Селлстром», «Гарвесон», «Джойс», «Кіркпатрік», «Леопольд», «Менгес», «Мослі», «Ньюелл», «Прайд», «Фелгаут», «Лау», «Томас Гері», «Брістер», «Фінч», «Кречмер», «О'Рейлі», «Койнер», «Прайс», «Стрікленд», «Форстер», «Деніель», «Рой Гейл», «Дейл Петерсон», «Мартін Рей», «Рамсден», «Міллс», «Родос», «Річі», «Севідж», «Венс», «Лансінг», «Дюран», «Калкатерра», «Чамберз», «Меррілл», «Гаверфілд», «Свеннінг», «Вілліс», «Янссен», «Вілгойт», «Кокрілл», «Стокдейл», «Гісем», «Холдер» |                                                                                        |
| «Радероу»     |            | 1943–1944     | 1944–1973         | 21                      | «Радероу», «Дей», «Чафі», «Ходжес», «Райлі», «Леслі Нокс», «Макналті», «Метівер», «Джордж Джонсон», «Чарлз Кіммел», «Деніель Джой», «Лаф», «Томас Нікель», «Пайффер», «Тінсмен», «ДеЛонг», «Коатс», «Юджин Елмор», «Холт», «Джобб», «Парле» | Замовлено 252: 22 побудовано для ВМС США; 180 — скасовано                              |
| «Джон Батлер» |            | 1944–1945     | 1944–1973         | 83                      | «Джон Батлер», «О'Флагерті», «Реймонд», «Річард Сьюсенс», «Аберкромбі», «Оберрендер», «Роберт Брезіер», «Едвін Говард», «Джессі Рутерфорд», «Кі», «Джентрі», «Троу», «Моріс Мануель», «Найфег», «Дойл Барнс», «Кеннет Віллетт», «Джаккард», «Ллойд Акрі», «Джордж Девіс», «Мак», «Вудсон», «Джонні Гатчінс», «Волтон», «Ролф», «Пратт», «Ромбах», «Макгінті», «Елвін Кокрелл», «Френч», «Сесіл Дойл», «Тадеус Паркер», «Джон Вільямсон», «Преслі», «Вільямс», «Річард Булл», «Річард Ровелл», «Еверсоул», «Денніс», «Едмондс», «Шелтон», «Штраус», «Ла Прейд», «Джек Міллер», «Стеффорд», «Волтер Ванн», «Семуель Робертс», «Ле Рей Вілсон», «Лоуренс Тейлор», «Мелвін Наумен», «Олівер Мітчелл», «Таберер», «Роберт Келлер», «Ліланд Томас», «Честер О'Браєн», «Дуглас Мунро», «Дюфіло», «Гаас», «Корбезьє», «Конклін», «Маккой Рейнолдс», «Вільям Сейверлінг», «Улверт Мур», «Кендалл Кемпбелл», «Госс», «Греді», «Чарлз Бреннон», «Альберт Гарріс», «Кросс», «Ганна», «Джозеф Конноллі», «Гілліган», «Формо», «Гайлігер», «Едвард Аллен», «Твіді», «Говард Кларк», «Сілверштайн», «Льюїс», «Бівін», «Різзі», «Осберг», «Вагнер», «Вандівьє»                                        | Замовлено 293: 83 побудовано для ВМС США; 210 — скасовано                              |

## Ескортні міноносці Холодної війни
| Тип           | Зображення | Роки побудови | Роки експлуатації | Кількість кораблів типу | Ескортні міноносці типу | Прим. |
| ------------- | ---------- | ------------- | ----------------- | ----------------------- | --- | --- |
| «Ділі»        |            | 1952–1957     | 1954–1994         | 13                      | «Ділі», «Кромвелл», «Гаммерберг», «Кортні», «Лестер», «Еванс», «Бріджет», «Бауер», «Гупер», «Джон Вілліс», «Ван Воргіс», «Гартлі», «Джозеф Тауссіг» | |
| «Клауд Джонс» |            | 1956–1959     | 1958–1974         | 4                       | «Клауд Джонс», «Джон Перрі», «Чарлз Беррі», «Макморріс» | |
| «Бронштейн»   |            | 1961–1963     | 1963–2017         | 2                       | «Бронштейн», «Макклой» | 30 червня 1975 року перекваліфіковані на фрегати                                                                                                 |
| «Гарсія»      |            | 1962–1968     | 1964–1990         | 13                      | «Гарсія», «Бредлі», «Едвард Макдоннелл», «Брамбі», «Девідсон», «Воуж», «Семпл», «Кольш», «Альберт Давід», «О'Калаган», «Гловер» | 30 червня 1975 року перекваліфіковані на фрегати                                                                                                 |
| «Брук»        |            | 1962–1968     | 1966–1989         | 6                       | «Брук», «Рамсі», «Шофілд», «Телбот», «Річард Пейдж», «Юліус Фюрер» | Замовлено 19: 6 побудовано для ВМС США, решта скасована 30 червня 1975 року перекваліфіковані на фрегати                                         |
| «Нокс»        |            | 1965–1974     | 1969–1994         | 46                      | «Нокс», «Роурк», «Грей», «Хепберн», «Конноль», «Ретберн», «Меєркорд», «В. С. Сімс», «Ленг», «Паттерсон», «Віппл», «Різонер», «Локвуд», «Штайн», «Марвін Шілдз», «Френсіс Гаммон», «Вріланд», «Баглі», «Даунс», «Беджер», «Блейклі», «Роберт Пірі», «Гарольд Холт», «Тріпп», «Феннінг», «Уелле», «Джозеф Г'юз», «Бовен», «Пол», «Айлвін», «Елмер Монтгомері», «Кук», «Маккендлес», «Дональд Бері», «Брютон», «Кірк», «Барбі», «Джессі Браун», «Ейнсворт», «Міллер», «Томас Гарт», «Каподанно», «Ферріс», «Труетт», «Валдез», «Мойнстер» | Замовлено 55: 46 побудовано для ВМС США, решта (DE-1098 — DE-1100, DE-1102 — DE-1107) скасована 30 червня 1975 року перекваліфіковані на фрегати |